# Acineta alticola
Acineta alticola är en orkidéart som beskrevs av Charles Schweinfurth. Acineta alticola ingår i släktet Acineta och familjen orkidéer. Inga underarter finns listade i Catalogue of Life.

## Bildgalleri

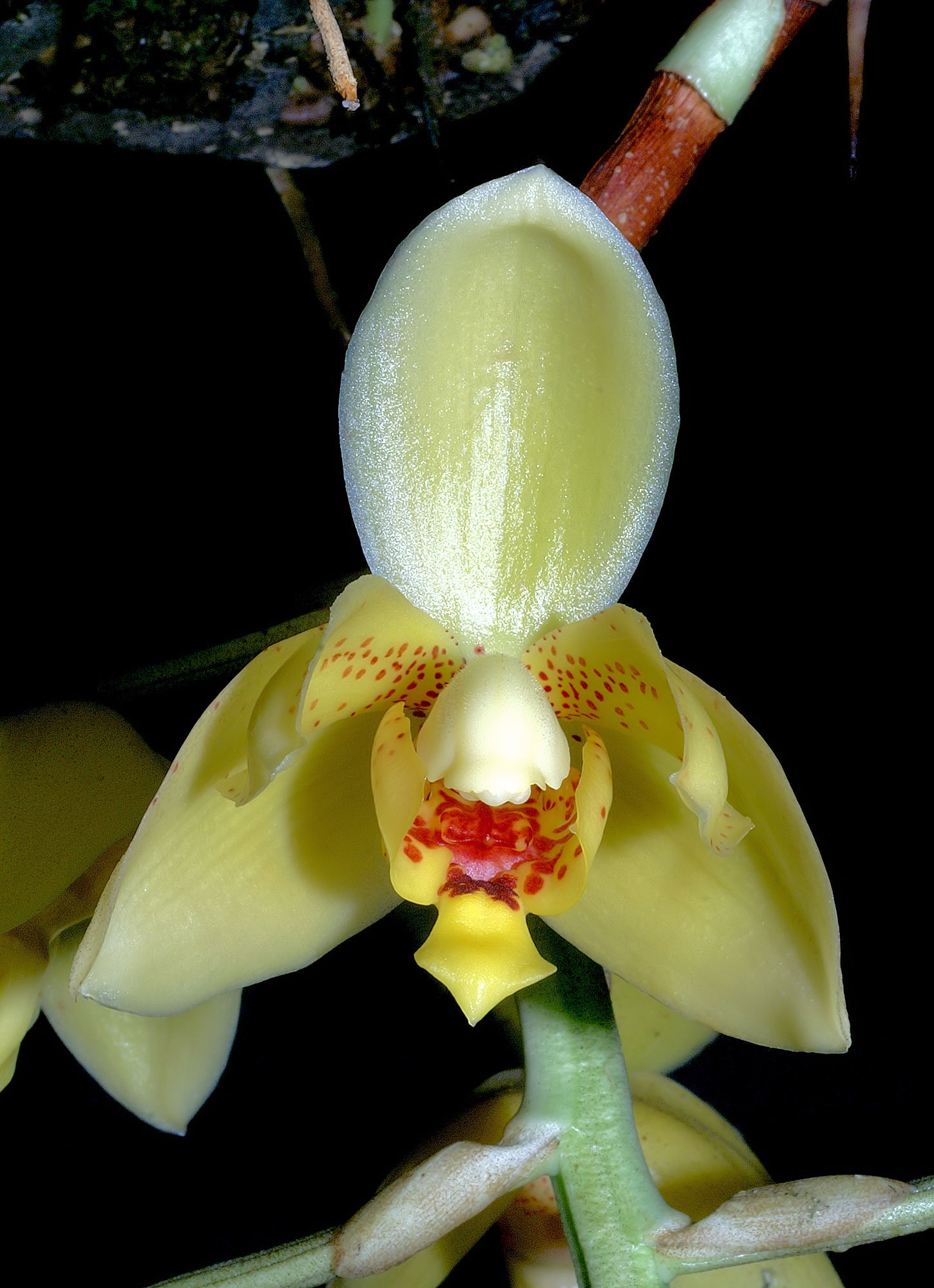
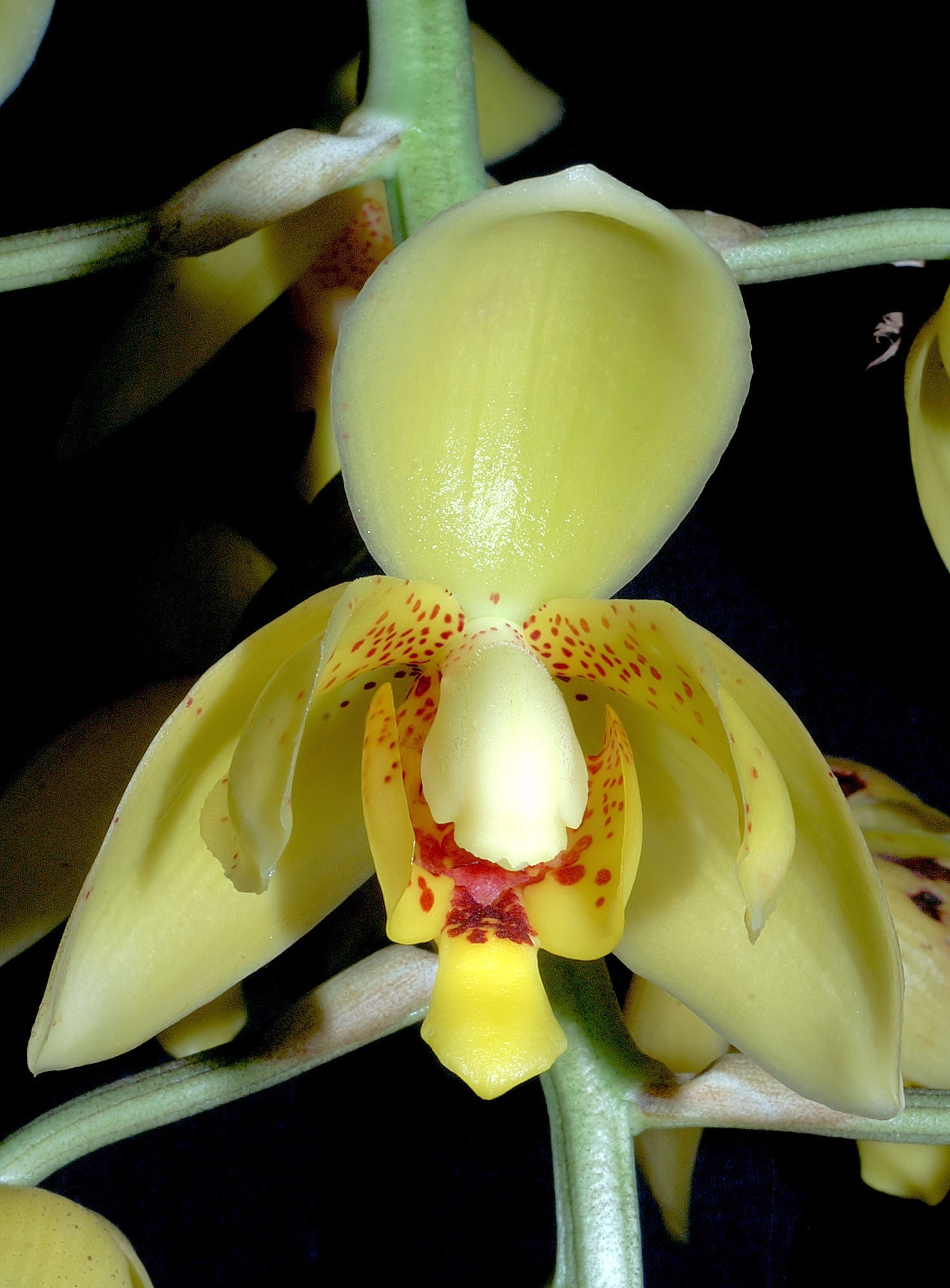